# Оук-Ридж (Міссурі)
Оук-Ридж (англ. Oak Ridge) — селище (англ. village) в США, в окрузі Кейп-Джірардо штату Міссурі. Населення — 237 осіб (2020).

## Географія
Оук-Ридж розташований за координатами 37°29′55″ пн. ш. 89°43′46″ зх. д. / 37.49861° пн. ш. 89.72944° зх. д. (37.498611, -89.729524).  За даними Бюро перепису населення США в 2010 році селище мало площу 1,47 км², уся площа — суходіл.

## Демографія
Згідно з переписом 2010 року, у місті мешкали 243 особи в 90 домогосподарствах у складі 63 родин. Густота населення становила 165 осіб/км².  Було 107 помешкань (73/км²).
Расовий склад населення:
| - 94,2 % — білих - 2,5 % — корінних американців - 0,4 % — чорних або афроамериканців |

До двох чи більше рас належало 2,9 %. Частка іспаномовних становила 1,2 % від усіх жителів.
За віковим діапазоном населення розподілялося таким чином: 24,3 % — особи молодші 18 років, 62,1 % — особи у віці 18—64 років, 13,6 % — особи у віці 65 років та старші. Медіана віку мешканця становила 38,2 року. На 100 осіб жіночої статі у місті припадало 127,1 чоловіків;  на 100 жінок у віці від 18 років та старших — 116,5 чоловіків також старших 18 років.
Середній дохід на одне домашнє господарство  становив 47 419 доларів США (медіана — 44 792), а середній дохід на одну сім'ю — 47 893 долари (медіана — 40 000). За межею бідності перебувало 15,3 % осіб, у тому числі 16,4 % дітей у віці до 18 років та 17,0 % осіб у віці 65 років та старших.
Цивільне працевлаштоване населення становило 103 особи. Основні галузі зайнятості: освіта, охорона здоров'я та соціальна допомога — 21,4 %, виробництво — 18,4 %, роздрібна торгівля — 14,6 %.